# Hans-Jürgen Hermann
Hans-Jürgen Hermann (* 4. September 1948 in Stendal) war Fußballspieler in der DDR-Oberliga, der höchsten Fußballklasse des ostdeutschen Fußballspielbetriebes. Dort spielte er für den 1. FC Magdeburg, mit dem er dreimal die DDR-Meisterschaft und einmal den DDR-Fußballpokal gewann.

## Sportliche Laufbahn
Hermann, in der Regel als Stürmer eingesetzt, begann bei der Betriebssportgemeinschaft Traktor Kläden und spielte anschließend bis 1969 bei der BSG Lokomotive Stendal. Bereits als Jugendlicher tat er sich mit fußballerischen Qualitäten hervor, sodass er in das Blickfeld der Verantwortlichen für die DDR-Junioren-Nationalmannschaft geriet. Im Juniorenländerspiel Jugoslawien – DDR am 5. Oktober 1966 wurde Hermann zum ersten Mal eingesetzt und absolvierte auch alle folgenden sieben Länderspiele bis zum Mai 1967, darunter die drei Spiele beim XX. UEFA-Turnier in der Türkei. Als 17-Jähriger kam er auch bereits in der Stendaler Oberligamannschaft zum Einsatz. Am 11. Spieltag der Saison 1966/67, am 16. November 1966, spielte er gegen den BFC Dynamo auf der rechten Angriffsseite. Es blieb in dieser Saison bei einem Oberligaspiel, in der Spielzeit 1967/68 kam es zu neun Einsätzen und am Ende der Saison zum Abstieg in die zweitklassige DDR-Liga. Dort spielte Hermann eine Spielzeit, als die BSG Lok jedoch den Wiederaufstieg verpasste, wechselte er zum Fußball-Leistungszentrum der Region, dem 1. FC Magdeburg.
Am 4. Spieltag der Saison 1969/70, am 6. September 1969, kam er erstmals in der Begegnung Chemie Leipzig – 1. FC Magdeburg (1:0) in der Oberligamannschaft zum Einsatz. Mit 17 Erstligaspielen gehörte der 1,76 m große Hermann sofort zum erweiterte Stammaufgebot. Nach durchwachsenen Endplatzierungen (1970 8., 1971 4.) kam Hermann 1972 mit dem Gewinn der DDR-Meisterschaft zu seinem ersten Titelgewinn und gehörte mit 25 Punktspieleinsätzen und sechs Toren zu den Garanten dieses Erfolges. Ein Jahr später, am 1. Mai 1973 holte Hermann mit dem FCM den DDR-Fußballpokal. Er stand jedoch bei dem 3:2-Sieg über den 1. FC Lokomotive nur in der Schlussviertelstunde auf dem Platz. Auch die Saison 1973/74 hielt einen Titel für Hermann bereit, diesmal wurde er mit den Magdeburgern erneut Meister und hatte mit 21 Oberligaeinsätzen und fünf Toren wieder maßgeblich mitgeholfen. Es war die goldene Ära des 1. FC Magdeburg, denn ein Jahr später hatte er den Meistertitel verteidigt. Hermann hatte noch einmal mit 13 Spielen und einem Tor zur Meisterschaft beigetragen.
Sein letztes Oberligaspiel der Meisterschaftssaison hatte er am 7. Mai 1975, dem 21. Oberligaspieltag, bestritten. Es war zugleich sein letztes Erstligaspiel, und er kam damit auf 114 Oberligaeinsätze für den 1. FC Magdeburg. Außerdem stand er in 24 DDR-Pokal- und in 16 Europapokalspielen. In diese Zeit fiel auch der größte Triumph des 1. FC Magdeburg mit dem Gewinn des Europapokals der Pokalsieger 1974. Hermann hatte das Pech, im Endspiel gegen den AC Mailand (2:0) nicht mitwirken zu können, hatte aber alle acht vorherigen Europapokalspiele absolviert, sodass ihm eine gewichtige Aktie am großen Erfolg zuzurechnen ist. 1975/76 gehörte Hermann noch zum Aufgebot der 2. Mannschaft des FCM, danach wurde die Mannschaft zugunsten der Nachwuchsoberliga aufgelöst und Hermann, der auch Maschinenbau-Ingenieur war, beendete endgültig nach mehreren Knie-Operationen seine Fußball-Laufbahn.
| Ligenübersicht  | Ligenübersicht | Ligenübersicht | Ligenübersicht |
| Lok Stendal     | Lok Stendal    | Lok Stendal    | Lok Stendal    |
| --------------- | -------------- | -------------- | -------------- |
| Saison          | Liga           | Spiele         | Tore           |
| 1966/67         | Oberliga       | 1              | 0              |
| 1967/68         | Oberliga       | 9              | 0              |
| 1968/69         | DDR-Liga       |                |                |
| 1. FC Magdeburg |                |                |                |
| 1969/70         | Oberliga       | 17             | 2              |
| 1970/71         | Oberliga       | 18             | 6              |
| 1971/72         | Oberliga       | 25             | 6              |
| 1972/73         | Oberliga       | 20             | 7              |
| 1973/74         | Oberliga       | 21             | 5              |
| 1974/75         | Oberliga       | 13             | 1              |
| 1. FCM II       |                |                |                |
| 1975/76         | DDR-Liga       |                |                |
| Oberliga insg.  | Oberliga insg. | 124            | 27             |